# بوغدان فاشتسوك
بوجدان فاشتسوك من مواليد 4 أكتوبر 1995 وهو لاعب كرة قدم إستوني محترف يلعب كلاعب خط وسط مهاجم مع نادي الشباب الكويتي ومنتخب إستونيا.

## المسيرة الكروية

### قراءة
في أوائل يناير 2016 عاد فاشتشوك إلى ريدينغ بعد صفقة إعارته إلى فارنبورو.
في 9 مايو 2016 أكد نادي ريدينغ أنه لن يجدد عقد فاشتشوك.

### ريغا
في 24 أغسطس 2016 وقع فاشتشوك مع نادي ريغا لكرة القدم.

#### إعارة ليفسكي لصوفيا
في 21 أغسطس 2018 أعلن نادي ليفسكي صوفيا عن التعاقد مع فاشتشوك على سبيل الإعارة لموسم 2018-2019 مع خيار جعل الانتقال دائمًا في نهاية الموسم.

### ليفاديا أف سي آي
في 23 أغسطس 2019 وقع فاشتشوك مع نادي إف سي آي ليفاديا.

### ستال ميليك
في 20 يوليو 2022 انضم إلى نادي إكستراكلاسا ستال ميليك بعقد لمدة عامين.

### سليجو روفرز
في 5 يناير 2023 وقع فاشتشوك مع نادي سليجو روفرز من الدوري الأيرلندي الممتاز على صفقة لمدة عامين مع خيار لمدة ثالثة. أما في 18 يوليو 2023 فأُعلن أن عقد فاشتشوك قد أنهي بالتراضي بعد ظهوره في 8 مباريات فقط في 24 مباراة للنادي حتى تلك النقطة.

## المسيرة الدولية
شارك لأول مرة مع منتخب إستونيا لكرة القدم في 24 مارس 2021 في تصفيات كأس العالم ضد جمهورية التشيك.

## الحياة الشخصية
فاشتسوك من أصل أوكراني لأجداده من جهة الأب الذين ينحدرون من ريفنا ومنطقة دونيتسك في أوكرانيا.

## إحصائيات المهنة

### النادي
آخر تحديث لعبت المباراة في 1 مارس 2024

.

## الأوسمة
ريغا
- الدوري اللاتفي العالي: 2018
- كأس لاتفيا لكرة القدم: 2018

ليفاديا تالين
- ميستريليجا: 2021
- كأس إستونيا: 2020–21

فردي
- أفضل لاعب في مايستريليجا: أبريل 2022[13]
- هدف الشهر في الدوري: أبريل 2022[13]

## روابط خارجية
- Bogdan Vaštšuk at the Estonian Football Association (in Estonian)
- Bogdan Vaštšuk national team profile at the Estonian Football Association (archive) (in Estonian)
- بوغدان فاشتسوك على فرق كرة القدم الوطنية.كوم
- Profile at Levskisofia.info